# Tommy Rettig
Tommy Rettig (10 december 1941 - 15 februari 1996) was een Amerikaans acteur.

## Levensloop en carrière
Rettig startte zijn carrière in 1946 in het toneelstuk Annie Get Your Gun. Rettig was hoofdzakelijk actief als acteur tijdens zijn kindertijd. Zo speelde hij in de jaren 50 onder meer in The Jackpot (1950) naast James Stewart, in The 5,000 Fingers of Dr. T. naast Mary Healy, in So Big (1953) naast Jane Wyman en Sterling Hayden en in River of No Return naast Robert Mitchum en Marilyn Monroe.
In 1954 werd hij gecast voor een rol in de televisieserie Lassie. Op het einde van zijn leven werd Rettig informaticus. Hij overleed in 1996 op 54-jarige leeftijd.